# ها هي را
ها هي را (بالكورية: 하희라) هي ممثلة كورية جنوبية. ولدت يوم 29 أكتوبر 1969 في سول في كوريا الجنوبية.

## روابط خارجية
- ها هي را على موقع IMDb (الإنجليزية)
- ها هي را على موقع قاعدة بيانات الفيلم (الإنجليزية)